# Giuliano di Roma
Giuliano di Roma är en ort och kommun i provinsen Frosinone i regionen Lazio i Italien. Kommunen hade 2 413 invånare (2018).